# ریهو سون
ریهو سون (انگلیسی: Riho Suun؛ زادهٔ ۲۷ آوریل ۱۹۶۰) دوچرخه‌سوار اهل استونی است.